# 128607 Richhund
128607 Richhund è un asteroide della fascia principale. Scoperto nel 2004, presenta un'orbita caratterizzata da un semiasse maggiore pari a 2,3039714 UA e da un'eccentricità di 0,1166546, inclinata di 1,99024° rispetto all'eclittica.